# Lightning (ПО)
Lightning — название проекта Mozilla Foundation по разработке расширения, которое добавляет в Mozilla Thunderbird функции календаря и планировщика.
В отличие от Mozilla Sunbird, Lightning тесно интегрируется с Mozilla Thunderbird. Lightning разрабатывается одновременно с Sunbird и использует тот же исходный код. 
Lightning — это всего лишь рабочее, а не официальное название продукта, поэтому называть его Mozilla Lightning некорректно.
С помощью плагина Provider for Google Calendar Lightning может синхронизироваться с Google Calendar.

## История
Первая тестовая версия Lightning (0.1) была выпущена 14 марта 2006 года.
Версия 0.9 была выпущена 23 сентября 2008 года, это последняя версия, ориентированная для работы с Mozilla Thunderbird 2 версии.
Версия 1.0 была выпущена 7 ноября 2011 года вместе с Thunderbird 8.0.
В Thunderbird 78, выпущенном в 2020 году, Lightning стал постоянной частью программы.